# Amblystegium formianum
Amblystegium formianum är en bladmossart som beskrevs av Fiorini-mazzanti 1874. Amblystegium formianum ingår i släktet Amblystegium och familjen Amblystegiaceae. Inga underarter finns listade i Catalogue of Life.